# Metavononoides barbacenensis
Metavononoides barbacenensis is een hooiwagen uit de familie Cosmetidae.